# Misquah Hills
Las colinas de Misquah son una cadena de grandes colinas o pequeñas montañas en el noreste de Minnesota, en los Estados Unidos. Están ubicados en o cerca de la Zona Silvestre del Área de Canoa de Aguas Fronterizas dentro del Bosque Nacional Superior. Contienen Eagle Mountain, el punto más alto de Minnesota a 701 metros (2301 pies).
- Datos: Q6875911